# Під'єльники
Під'є́льники (рос. Подъельники) — село у складі Маріїнського округу Кемеровської області, Росія.

## Населення
Населення — 75 осіб (2010; 88 у 2002).
Національний склад (станом на 2002 рік):
- росіяни — 98 %